# モルデンカイネン
モルデンカイネン（Mordenkainen）は、ダンジョンズ&ドラゴンズ ・ロールプレイングゲーム用のワールド・オブ・グレイホーク ・キャンペーンセッティングに登場する架空のウィザードである。彼はゲイリー・ガイギャックスによってプレイヤーキャラクターとして作成され、またロールプレイング小説で最古の登場人物の1人でもある。彼の名前は神話の英雄、モルデカイとレンミンカイネンからの混成語である。
モルデンカイネンは絶対的に強い道徳的信念を持つ、善悪にとらわれない、権力欲の強い魔法使いとして描写された。ワールド・オブ・グレイホーク の関連小説では、彼は主役や対抗者の両者としての多様な役割を演じた。彼は八者の円―8人の強力なウィザードで構成される秘密結社―の指導者である。
ワールド・オブ・グレイホーク の公式出版物の幾つかは、モルデンカイネンに関して互いに矛盾のある記述が為されている。しかしながら、彼がフラネスの架空の歴史上で重要な人物であることは確かである。

## 創作起源
1972年の末ごろ、ゲイリー・ガイギャックスはグレイホーク城とその地下のダンジョンを創作した。ダンジョンマスターとしてほぼ休みなしの活動を数ヶ月間続けた後に、彼はロブ・クンツに共同ダンジョンマスターとなるように依頼した。これはガイギャックスにこのゲームのプレイヤーとなる機会を与えた。ガイギャックスは1973年早々に、モルデンカイネンを1レベルのウィザードとして作成した。彼の名前はフィンランド神話を参考にして付けられた。
彼はガイギャックスの最も有名、かつお気に入りのキャラクターとなった。数年間に渡るゲームプレイを通じて、ガイギャックスは、後にモルデンカイネンが関連付けられるようになるキャラクター特性とアドベンチャーを展開させた。モルデンカイネンは最終的に「二十数レベル」に到達した。モルデンカイネンはガイギャックスの持つ別の8人のキャラクターを、八者の円を構成するために結び付けた。ガイギャックスはモルデンカイネンのゲーム上の能力値を決して明らかにしなかった。
1985年にガイギャックスがTSRから追放された時、彼はTSRの出版物で言及していたほとんどキャラクターに関する権利を失った。モルデンカイネンもこれに含まれていた。TSRはガイギャックスが考えてもいなかったやり方で、モルデンカイネンを描写していった。1991年にグレイホークのキャンペーン世界がフロム・ジ・アッシュズ ボックスセットによって再設定された際、モルデンカイネンは世界で最も強力なウィザードとして設定された。八者の円は善と悪の勢力間の均衡をとろうと努力する、モルデンカイネン率いる8人のウィザードの秘密結社である、と解説された。
ダンジョンズ&ドラゴンズ の魔法システムでは、様々な呪文に彼の名が冠されている（モルデンカイネンズ・ディスジャンクション、モルデンカイネンズ・マグニフィシャント・マンションなど）。

## 出版履歴
モルデンカイネンのAD&D でのキャラクターデータはザ・ローグス・ギャラリー （1980年）で初めて出版されたが、ゲイリー・ガイギャックスは後に、この本の著者であるブライアン・ブルームにモルデンカイネンに関するいかなる情報も全く渡したことがなく、ブルームは独自にデータを作成せざるを得なかった、と強く主張した。
モルデンカイネンのキャラクターデータは以下のダンジョンズ&ドラゴンズ 製品に記載されている。
- モルデンカイネンズ・ファンタスティック・アドベンチャー （1984年）
- ザ・シティ・オブ・グレイホーク （1989年）
- エピック・レベル・ハンドブック （2002年）

彼は以下の出版物でも言及された。
- エクスペディション・トゥ・ザ・ルーインズ・オブ・グレイホーク （2007年）
- 「ジ・ウィザーズ・スリー」 ドラゴン 誌の連載記事
- モルデンカイネンの魔法大百貨 (Mordenkainen's Magnificent Emporium)（2011年）

彼はまた、パロディ・アドベンチャーであるキャッスル・グレイホーク （1988年）に登場し、そこで映画撮影所を運営していた。この冒険全体は明らかに、ガイギャックスがTSRにいた期間の後半、ダンジョンズ&ドラゴンズのアニメーションを作るためにTSRとハリウッドの連絡役を務めていたという事実に触発されている。

## キャラクターの経歴
グレイホークに関係する著者であるカール・サージェント、エリック・モナ、ゲイリー・ホリアンらは、モルデンカイネンがCY509年に生まれたことをほのめかせている。彼の出生地は不明だが、彼が名を上げる前の560年台初期に、荒野海岸に住んでいたと考えられる。彼はまた、一時の間グレイホーク市やハイフォークに居住していた。彼はオアリディアン人、それもことによるとエアディ部族の血統であると噂されている。少数の者達は彼が初代セリンタン地方伯であるガンツ・イラジャーンの子孫であることを主張しており、それは彼がザギグやヒュアードと血縁関係があることを意味する。情報筋によると、彼はエアディ大王国の王家の1つであるクランデン家の遠縁であるとも言われる。CY561年頃、モルデンカイネンは若き見習いビグビー、戦士のロビラーとイラグ、クレリックのリグビーとセルタン、レンジャーのオーティス、魔法使い仲間のテンサーらと共に八者の要塞を結成した。この集団はヤティル山脈の山中にあるモルデンカイネンの要塞、オブシディアン・シタデルの名から命名された。八者の要塞は、CY569年のエムリディ草原の戦いでメンバーのセルタンが死亡した後、解散された。
2年後、モルデンカイネンは八者の円―8人のウィザードからなる秘密結社であり、彼自身が9番目の「陰のメンバー」かつ指導者を務める―を組織した。モルデンカイネンは、「要塞」の失敗がそのクラス構成のせいであったと考えた。このような組織は、そのメンバーが彼が思い描いたような「知性と魔法技能を持ち、その基本的興味が単に物質に留まらない者達」で構成されている場合にのみ成功することができる、と彼は理解した。

### 役割と信条
モルデンカイネンの、グレイホーク・セッティングにおける役割は、ある種の1人平和維持軍であると描写された。彼は勢力均衡と真なる中立の理論に基づいて活動し、善と悪のどちらもが優位を得ることのないように努めている。彼の手段は巧妙であり、多くの場合表に出ずに活動する。
リビング・グレイホーク・ガゼティア （2000年）ではモルデンカイネンについて以下のように記述している。
「大魔道士モルデンカイネンは、微妙な勢力均衡を維持し、地域の安定性と健全性を持続させることを期待し、フラネスの派閥を操る手段として八者の円を組織した。モルデンカイネンの「強制的中立」構想は報復を意味するものではなく、むしろ数十年の秘密の研究から生まれた詳細で理論的な哲学である。彼は最近グレイホーク戦争の間には善の勢力のために熱心に戦ったが、彼の目的を達成するためであれば、同じくらい頻繁に邪悪な陰謀にも助力する。」 

### 描写
モルデンカイネンは彼の年齢よりずっと若く―おそらく40代半ばに―見える。彼は中肉で背が高く、しばしば黒、青、灰色の服を着ると述べられている。彼は2つの目立つ灰色の筋の入ったファン・ダイク髭（口髭と下顎髭）を生やしている。その形は数年間で変化し、最近のイラストでは幅が狭く尖った形になっているが、当初は幅が広く、顎全体を覆っていた。彼はかつて中くらいの長さで白髪交じりの黒髪であったが、CY591年以降は頭髪を剃って丸坊主にし、顎髭を刈りこんで先端を尖らせた。彼は深い、美しい声で会話する。
旅をする時、彼はしばしば年配の貧しい商人の姿に変装する。
モルデンカイネンは頑固で気難しく、愚者には我慢ならない。彼は通常、話すよりも聞く時間の方が長いが、彼の意見表明は権威があり、滅多に疑問視されない。

## 関連するキャラクター
ワールド・オブ・グレイホーク の主要キャラクターの1人として、モルデンカイネンはこのセッティングにおけるほとんど全ての他のキャラクターとの関係を持つ。彼の敵はエヴァード、アイウーズ、レアリー、テリック、ロビラー卿らである。同盟者はヒュアード、マーリンド、ザギグ、ジャラージ・サラヴァリアン、オットー、ラベル・ダシンダー、下級神ダルトらである。
彼はヒュアード、ザギグ、ビグビーとは遠戚である。ビグビーは一時、モルデンカイネンの徒弟であった。
記事「ウィザーズ・スリー」では、モルデンカイネンがフォーゴトン・レルム・セッティングのエルミンスター、ドラゴンランス・セッティングのダラマールと仲間であり、情報と魔法を交換するために地球で会合している、と記述された。彼はまたラウシーネという名の徒弟を持っていることが記述された。
モルデンカイネンの要塞は人間、ドワーフ、ノームの軍勢が守備している。彼はまた、様々な種類のジャイアントと同盟している。

## 力と能力
モルデンカイネンは強力なウィザードであり、また政治を巧みに操る能力を持つ。彼はグレイホーク自由都市に多くの協力者を持ち、彼の影響力は広範囲に及ぶ。
彼は多くの呪文の開発に関係しており、それらの呪文の全ては名前の冒頭に「モルデンカイネンズ」とついている。モルデンカイネンは以下の作品内著作の著者、あるいは共同著者であることが知られている。
- アーキテクチャー （レオムンドとの共著）
- モルデンカイネン写本
- 磁性液体の創世論
- 記憶の暗黒面
- 偉大な召喚術士の英雄叙事詩
- メイジクラフトと現代性の高揚について
- エーテルの武器 （メルフとの共著）

## 追加文献
- ロビン・ウェイン・ベイリー、ナイト・ウォッチ （TSR、1990年）。
- キャッスル・グレイホーク. WG7. TSR. (1988). ISBN 0-88038-530-8. 9222XXX1401
- デイヴィッド・クック、"History of the Greyhawk Wars" 、グレイホーク・ウォーズ （TSR、1991年）。オンラインで利用可能：
  - デイヴィッド・クック、ヴェクナ・ライブス！ （TSR、1990年）。
- エド・グリーンウッド、「ア・ダーク・アンド・ストーミー・ナイト：アナザー・イブニング・ウィズ・ジ・ウィザーズ・スリー」 ドラゴン誌 344号。ワシントン州ベルビュー：パイゾ・パブリッシング、2006年。
  - エド・グリーンウッド、「グッドバイ・アンド・ヘロー、アズ・オールウェイズ：ワン・ラスト・イブニング・ウィズ・ジ・ウィザーズ・スリー」ドラゴン誌 359号。ワシントン州ベルビュー：パイゾ・パブリッシング、2007年。
  - エド・グリーンウッド、「ジェスト・ジ・ウィザーズ・スリー」 ドラゴン誌 242号。ワシントン州レントン：ウィザーズ・オブ・ザ・コースト、1997年。
  - エド・グリーンウッド、「マジック・イン・ジ・イブニング」 ドラゴン誌 185号。ウィスコンシン州レイク・ジェニーバ：TSR、1992年。
  - エド・グリーンウッド、「ザ・リターン・オブ・ジ・ウィザーズ・スリー」 ドラゴン誌 238号。レイク・ジェニーバ：TSR、1997年。
  - エド・グリーンウッド、「スリー・ウィザーズ・トゥー・メニー」 ドラゴン誌 196号。ウィスコンシン州レイク・ジェニーバ：TSR、1993年。
  - エド・グリーンウッド、「ジ・ウィザーズ・スリー」 ドラゴン誌 188号。ウィスコンシン州レイク・ジェニーバ：TSR、1992年。
  - エド・グリーンウッド、「ジ・ウィザーズ・スリー」 ドラゴン誌 200号。ウィスコンシン州レイク・ジェニーバ：TSR、1993年。
  - エド・グリーンウッド、「ジ・ウィザーズ・スリー」 ドラゴン誌 211号。ウィスコンシン州レイク・ジェニーバ：TSR、1994年。
  - エド・グリーンウッド、「ジ・ウィザーズ・スリー」 ドラゴン誌 246号。ワシントン州レントン：ウィザーズ・オブ・ザ・コースト、1998年。
- ゲイリー・ガイギャックス、アーティファクト・オブ・イーブル （TSR、1986年）。
  - ゲイリー・ガイギャックス、カム・エンドレス・ダークネス （ニュー・インフィニティーズ、1988年）。
  - ゲイリー・ガイギャックス、ダンス・オブ・デーモンズ （ニュー・インフィニティーズ、1988年）。
  - ゲイリー・ガイギャックス、シー・オブ・デス （ニュー・インフィニティーズ、1987年）。
- ブルース・ハード、「スペルズ・ビトゥウィーン・ザ・カバース」 （ドラゴン誌 82号。（TSR、1984年）。
- ゲイリー・ホリアン、エリック・モナ、ショーン・K・レイノルズ、フレデリック・ワイニング、リビング・グレイホーク・ガゼティア （ウィザーズ・オブ・ザ・コースト、2000年）。
- ロバート・J・クンツ、ゲイリー・ガイギャックス (1984). モルデンカイネンズ・ファンタスティック・アドベンチャー. WG5. ウィスコンシン州レイク・ジェニーバ: TSR. ISBN 0-88038-168-X. 9112XXX1401
- エリック・モナ、ゲイリー・ホリアン、「ホイールズ・ウィズイン・ホイールズ：グレイホークズ・サークル・オブ・エイト」。リビング・グレイホーク・ジャーナル誌 0号 （パイゾ・パブリッシング、2000年）。オンラインで利用可能：
- ロジャー・E・ムーア、グレイホーク：ジ・アドベンチャー・ビギンズ （TSR、1998年）。
  - ロジャー・E・ムーア (1998). リターン・オブ・ジ・エイト. ウィスコンシン州レイク・ジェニーバ: TSR. ISBN 0-7869-1247-2. 9576XXX1502
- ダグラス・ナイルズ、カール・サージェント、ザ・シティ・オブ・グレイホーク （TSR、1989年）。
- アンソニー・プライア (1992). レアリー・ザ・トゥレイター. WGR3. TSR. ISBN 1-56076-497-X. 9386
- カール・サージェント、フロム・ジ・アッシュズ （TSR、1993）。
  - カール・サージェント、アイヴィッド・ザ・アンダイイング （TSR、未刊）。オンラインで利用可能：
- ジム・ウォード、グレイホーク・アドベンチャーズ （TSR、1988年）。
- 鶴田慶之、佐藤義浩。グレイホーク・ワールドガイド （ホビージャパン、2003年）。
- ジェレミィ・クローフォード、スティーヴン・シューバート、マット・サーネット「ダンジョンズ&ドラゴンズ第4版 サプリメント モルデンカイネンの魔法大百貨」2012/08 ホビージャパン ISBN 978-4-7986-0452-7